# Emil Fey
Emil Fey (23. března 1886 Vídeň – 16. března 1938 Vídeň) byl major rakousko-uherské armády, vůdce polovojenské organizace Heimwehr a významný politik Rakouské republiky.

## Život

### Mládí a vojenská kariéra
Narodil se v rodině úředníků. Studoval vojenskou školu ve Vídni a snil o vojenské kariéře. Roku 1904 se stal rezervním důstojnickým kandidátem. Jeho studia však nešla moc dobře a roku 1908 ze školy odešel a nastoupil do císařské armády. V roce 1912 byl přesunut do 16. vlakové divize[zdroj?]. Po vypuknutí první světové války sloužil Fey v záložní jednotce. V roce 1916 byl zraněn. Bojoval až do roku 1919 v Korutanech proti jugoslávské armádě. Za statečnost mu byl roku 1922 propůjčen Řád Marie Terezie, tentýž rok byl povýšen do hodnosti majora.
V roce 1923 opustil armádu a spolu s knížetem Ernstem von Starhembergem založil polovojenskou organizaci Heimwehr, která zpočátku operovala mimo Vídeň.
Feyova politická dráha začala roku 1927 vznikem Vídeňského Heimwehru a vstupem do Křesťansko-sociální strany. V té době se Fey dostal do sporu o moc v Heimwehru s knížetem von Starhembergem.

### Od státního tajemníka na kancléřova náměstka
Roku 1932 byl jmenován státním sekretářem pro bezpečnostní záležitosti kancléřem Engelbertem Dollfußem. V roce 1933 se Fey stal ministrem vnitra. Ten samý rok se stal vicekancléřem, třetím nejmocnějším mužem v Rakousku (prvním byl prezident Wilhelm Miklas a druhým Dollfuß)
Dne 25. července 1934 zaútočili rakouští nacisté na budovu kancléřství. V budově našli Dollfuße, sekretáře Karla Karwinského a Feye. Fey a Karwinski nekladli odpor, Dollfuß však začal utíkat. Spiklenci se za ním vydali a po dlouhé honičce ho dostihli a postřelili. Zraněného Dollfuße donesli do jedné z kanceláří a položili ho na pohovku. Do místnosti poté vešel Fey, aby s Dollfußem projednal nástupnictví prohitlerovského velvyslance v Itálii Antona Rintelena do kancléřství. Podle svědectví Feye a Dollfußova vraha Otty Planetty zněly následující minuty takto:
Dollfuß: „Jsi to ty Feyi? Jsi v pořádku?“
Fey: „Ano, jsem. I ostatní.“
Dollfuß: „Umírám. Postaráš se o moji ženu a děti?“
Fey: „Samozřejmě.“
Dollfuß: „Slibuješ?“
Fey: „Přísahám.“
Dollfuß: „Nějakou dobu se o ně postará náš dobrý přítel Mussolini. Tomu můžeme věřit.“
Planetta: „Dolfußi, dovolil jsem panu ministrovi, aby sem přišel a mohli jste si promluvit o vážných věcech! Nejdůležitější
je, abyste nařídil armádě, aby proti vám nezakročila.“
Dollfuß: „Pošlete pro kněze.“
Planetta: „Kněz přijde, ale jen za určitých podmínek. Vydejte rozkaz, že Rintelen bude stát v čele vlády a že armáda proti nám nezakročí.“
Dollfuß: „Ale já chci jen mír. Kvůli mne nesmí být prolita žádná krev. Novou vládu sestaví Kurt Schuschnigg...“
Planetta: „Ale my trváme na tom, aby to byl Rintelen!!“
Dollfuß: „Tím pravým mužem pro Rakousko je ale Schuschnigg…“
Dollfuß poté ztratil vědomí a zemřel.

### Pád
Po zabití Dollfuße a nástupu Kurta Schuschningga začal rapidně ztrácet svůj vliv. Do roku 1935 byl ministr vnitra v Schuschninggově vládě, pro údajné spolupracování s Dollfußovými vrahy však byl propuštěn. Jestli to je pověra, nebo jestli byl Fey opravdu informován o spiknutí, se dodnes neví.
Roku 1935 také ztratil kontrolu nad Heimwehrem a po rozpuštění všech politických a polovojenských organizací roku 1936 již moc významných politických rolí nesehrál. Od roku 1935 až do smrti byl náměstek prezidenta rakouského Industriellenvereinigungu a prezidentem Donau-Dampfschifffahrtsgesellschaftu.

### Smrt
Tři dny po anšlusu Rakouska Německem, 15. března 1938, byl brutálně vyslýchán gestapem. Když se večer po výslechu vrátil domů, napsal dopis na rozloučenou. Jakmile dopis dopsal, v ranních hodinách druhého dne pak zastřelil svou ženu Malvine, syna Herberta, a nakonec obrátil zbraň proti sobě.